# Cicada (groupe)
 (avril 2018).
Si vous disposez d'ouvrages ou d'articles de référence ou si vous connaissez des sites web de qualité traitant du thème abordé ici, merci de compléter l'article en donnant les références utiles à sa vérifiabilité et en les liant à la section « Notes et références ».
Pour les articles homonymes, voir Cicada.
Cicada est un groupe de musique électronique britannique. 

## Composition
Les membres comprennent les producteurs Aaron Gilbert (aka M. Natural), Alex Payne et plusieurs chanteurs invités, y compris Tom Smith de Editors, Heidrun Bjornsdottir, Ben Onono, Max Berlin, Bjorn de Pacific! et plus récemment Fleur Est, Megan Quashie, Joel Pott et Shahin Badar.

## Carrière
Ils ont sorti plusieurs singles acclamés par la critique en 2005 et 2006, dont The Things You Say, Cut Right Through et Electric Blue. Ils ont également fait des remixes pour Depeche Mode, New Order, Chicane, Dannii Minogue, LeAnn Rimes, Client, Blu Mar Ten, The Veronicas, et bien d'autres.
Leur premier album, Cicada, est sorti en été 2006 sur Critical Mass Records.
Leur deuxième album, Roulette, sorti en 2009, comprenait les chansons Falling Rockets (qui est utilisé dans The Big Bang Theory), Metropolis, Psycho Thrills et One Beat Away.
Le troisième album de Cicada, Sunburst, est sorti en août 2011 et comprend les singles Fast Cars, Your Love et Come Together.
Leur chanson Don't Stare at the Sun est utilisée dans une publicité pour Revlon, mettant en vedette Jessica Biel.
Depuis juin 2016, Cicada est en pause.

## Discographie
Albums et EPs
- 2006 : Cicada
- 2009 : Roulette
- 2011 : Sunburst

Singles
- 2002 : Electric Blue
- 2002 : Let Me See You
- 2002 : Golden Blue
- 2002 : Cut Right Through
- 2002 : The Things You Say
- 2006 : You Got Me Feeling
- 2007 : Beautiful (Electric Blue)
- 2008 : Same Old Scene
- 2008 : Falling Rockets
- 2009 : Metropolis
- 2009 : Don't Stare at the Sun
- 2009 : Psycho Thrills
- 2010 : One Beat Away
- 2010 : Magnetic
- 2010 : Your Love
- 2011 : Fast Cars
- 2011 : Come Together
- 2013 : Ka-Pow!
- 2014 : Around and Around (feat. Fleur)